# Tancrède de Visan
Pour les articles homonymes, voir Tancrède.
Tancrède de Visan, né le 17 décembre 1878 à Lyon dans le 2e arrondissement et mort le 13 octobre 1945 à Seyssinet, est le nom de plume de l'écrivain lyonnais Vincent Biétrix.

## Biographie
Après des études au collège des Minimes à Lyon, Vincent Biétrix obtient une licence ès lettres à la Sorbonne à Paris. C'est alors qu'il suit les cours de Bergson au Collège de France. Mais il renonce ensuite à l'agrégation et collabore à différents journaux (Mercure de France, Revue du Temps présent, etc.).
Il revient se fixer à Lyon après la Première Guerre mondiale où il deviendra de 1924 à 1939 directeur d'une revue mondaine Notre carnet.
Il est élu membre de l'Académie des sciences, belles-lettres et arts de Lyon le 14 juin 1938.

## Œuvres
Liste non exhaustive
- Paysages introspectifs, poésies, avec un essai sur le symbolisme, éditions H. Jouve, Paris, 1904, LXXIX-152 p. (BNF 31593263).
- Paul Bourget sociologue, Nouvelle librairie nationale, 1908.
- Lettres à l’Élue, éditions L. Vanier / A. Messein, 1908.
- Soir de rentrée, La Nouvelle Revue Française n° 16, 1er avril 1910
- L'attitude du lyrisme contemporain : Francis Vielé-Griffin, Henri de Régnier, Émile Verhaeren, Maurice Maeterlinck, Paul Fort, Adrien Mithouard, Robert de Souza, Albert Mockel, Maurice Barrès, André Gide, Novalis, Henri Bergson, éditions Mercure de France, Paris, 1911. Réédité en 2007, sous forme de fac-similé, par les éditions Eurédit, Paris, avec une préface de Paul Gorceix et précédé de Essai sur le symbolisme, 1 volume CX-475 p.  (ISBN 2-84830-098-1), (BNF 41190540).
- Le Guignol lyonnais (avec une préface de Jules Claretie), éditions Bloud, coll. « Bibliothèque régionaliste », Paris, 1910, XII-104 p., (BNF 31593261).
- Essai sur la tradition française, Rivière, 1922.
- En regardant passer les vaches, éditions La Pensée française, Paris, 1924 (3e édition), 368 p., (BNF 31593259).
- Perrache-Brotteaux (nouvelles), éditions Lugdunum, Lyon, 1934 (3e édition), 319 p., (BNF 31593264).
- Sous le signe du Lion (roman), éditions Denoël et Steele, Paris, 1936 (2e édition), 277 p., (BNF 31593265).
- La vie passionnée d'André-Marie Ampère, éditions Archat, Lyon et Paris, vers 1936, 90 p., (BNF 40216475).

Préface
- Louise Labé, Les Élégies et sonnets de Louise Labé (précédés d'une notice par Tancrède de Visan), éditions Sansot, coll. « Petite bibliothèque surannée », Paris, 1910, 101 p., (BNF 32332100).